# Amandine Dewasmes
Amandine Dewasmes est une actrice française.

## Biographie

### Carrière
Amandine Dewasmes suit une formation au cours Florent avant d'intégrer le Conservatoire national supérieur d'art dramatique de Paris. Elle y étudie pendant trois ans avec Dominique Valadié et Philippe Adrien. Lors de sa troisième année, elle participe aux ateliers de Serge Tranvouez, Catherine Anne et Andrzej Seweryn. Par la suite, elle joue au théâtre à la fois dans les répertoires classique et contemporain.
Elle fait des débuts au cinéma  en 1992 et à la télévision en 1995. En 2004, elle interprète un petit rôle dans Les Amants réguliers de Philippe Garrel.
Par ailleurs, elle participe à des lectures comme celles de La Mousson d’été, lecture de textes d’auteurs français et d’Amérique Latine dirigée par Michel Didym, en août 2002, à la Semaine de l’aide à la création d’œuvres dramatiques au Studio-Théâtre de la Comédie-Française, en 2004, et, en 2007, aux côtés de Sagamore Stévenin, Johan Libéreau et d’autres comédiens, à la manifestation Littératures urbaines à la BnF.
En 2025 elle joue dans le film  Partir un jour, qui fait l'ouverture du Festival de Cannes 2025.

### Engagement politique
En 2022, elle milite avec Europe Écologie Les Verts à Vanves.

## Théâtre
Source
- Noces de corail de Laure Loäec, mise en scène Frédéric Thibault, Zakariya Gouram (2022)
- D’autres mondes, texte et mise en scène Frédéric Sonntag (2020-2021)[4]

- Müller-Factory d'Heiner Müller, mise en scène Michel Deutsch (2005)
- Les Débutantes, mise en scène Christophe Honoré
- Beautiful Guys, mise en scène Christophe Honoré, Festival Frictions à Dijon (2004)
- Dans l’intérêt du pays de Timberlake Wertenbaker, mise en scène Matthew Jocelyn (2004)
- Edgard et sa bonne et Le Dossier de Rosafol d’Eugène Labiche, mise en scène Yves Beaunesne (2002)
- L'Éveil du printemps de Frank Wedekind, mise en scène Yves Beaunesne
- Les Euménides d’Eschyle, mise en scène Antonio Arena
- Des siècles à Grenade de G. Astor, mise en scène Antonio Arena (2002)
- Le Malade imaginaire de Molière, mise en scène Philippe Adrien
- L'Achat du cuivre de Bertolt Brecht, mise en scène Philippe Adrien

## Filmographie

### Cinéma

#### Longs métrages
- 1992 : Les Enfants du naufrageur de Jérôme Foulon : Marion
- 2005 : Les Amants réguliers de Philippe Garrel
- 2009 : Le Bal des actrices de Maïwenn : une élève du cours de théâtre
- 2010 : L'Arnacœur de Pascal Chaumeil : Florence
- 2010 : L'amour, c'est mieux à deux de Dominique Farrugia et Arnaud Lemort : l'hôtesse du bar
- 2010 : Qui a envie d'être aimé ? d'Anne Giafferi : la caissière
- 2010 : Une exécution ordinaire de Marc Dugain : la patiente d'Anna 2
- 2011 : Toutes nos envies de Philippe Lioret : Céline
- 2012 : À cœur ouvert de Marion Laine : Christelle
- 2016 : La Confession de Nicolas Boukhrief : Danièle Fouchet
- 2020 : Profession du père de Jean-Pierre Améris : Madame Laty, la prof de dessin
- 2025 : Partir un jour d'Amélie Bonnin : Nathalie

#### Courts métrages
- 2004 : Dans l'ombre : Julie
- 2010 : Jeux de mains de Myriam Moraly
- 2012 : Ad Nauseam d'Aurore Paris : Iris
- 2012 : Leur jeunesse de David Roux : la professeure
- 2014 : Attends-moi j'arrive de Pierre Glémet : la jeune conductrice
- 2021 : Le Sang de la méduse de Florence Toumieux
- 2023 : Avec l'humanité qui convient de Kacper Chechinski : Christèle

### Télévision
- 1995 : Charlotte dite "Charlie" de Caroline Huppert (téléfilm) : Babou
- 1996 : Le Poids d'un secret de Denis Malleval (téléfilm) : Anne
- 1996 : Paroles d'enfant de Miguel Courtois (téléfilm) : Lucie
- 2000 : Le Miroir aux alouettes de Francis Fehr (téléfilm) : Marie
- 2001 : Gardiens de la mer de Christiane Lehérissey (téléfilm) : Solène
- 2004 : Coup de vache de Lou Jeunet (téléfilm) : Mélanie
- 2004 : Courrier du cœur de Christian Faure (téléfilm) : Lola
- 2008 : La Résistance (série télévisée) : Eva Durleman
- 2009 : PJ, saison 13, épisode 4 Dérive de Thierry Petit (série télévisée) : médecin pompier
- 2011 : La Bonté des femmes d'Yves Angelo et Marc Dugain (téléfilm) : Laetitia
- 2012 : Climats de Caroline Huppert (téléfilm) : Renée
- 2012 : Engrenages, saison 4, épisodes 1 à 4 (série télévisée) : Magali
- 2012 : Le Fil d'Ariane de Marion Laine (téléfilm) : Dolorès
- 2013 : Un village français, saison 5 (série télévisée) : Marguerite
- 2014 : Méfions-nous des honnêtes gens de Gérard Jourd'hui (téléfilm) : Micheline Lasquin
- 2014 : La Collection : Ecrire pour... la trentaine vue par des écrivains : Par acquis de conscience de Maxime Chattam (série télévisée)
- 2019 : Matière grise, 3 épisodes (série télévisée) : Mémoire
- 2020 : J'ai 10 ans de Philippe Lefebvre (téléfilm) : Madame Azani
- 2025 : Olympe, une femme dans la Révolution : Madeleine de Kolly
- 2025 : 37 Secondes (mini-série) : Christelle Vogel

## Distinction
- Festival Jean Carmet de Moulins 2011 : Prix du jury et prix du public du meilleur second rôle féminin pour Toutes nos envies